# Alberto Serrán Polo
Alberto Serrán Polo (Barcelona, España, 17 de julio de 1984) es un jugador de fútbol profesional que juega de defensa en el Ungmennafélagið Afturelding de la 1. deild karla.

## Biografía

### Inicios en el fútbol
Alberto dio sus primeros pasos como futbolista siendo muy joven. Empezó jugando a fútbol sala en el equipo del colegio San Miguel, donde ya empezó a despuntar. Sus padres, Blas y Satur, decidieron entonces incluirlo en los campos de pruebas que realizaba el F. C. Barcelona, cuya finalidad era captar jugadores muy jóvenes para el equipo Alevín de éste, o bien cederlos a otros equipos de peñas Barcelonistas para seguir su evolución.
Alberto fue seleccionado y enviado a la peña Barcelonista Vallespir (hoy en día desaparecida), donde a partir de ese momento tuvo que decidir si continuar sus pasos en el fútbol o seguir con sus amigos de clase jugando a fútbol sala, y no lo dudó a pesar de tener tan sólo 9 años, y decidió seguir su carrera en la peña barcelonista Vallespir.
Allí estuvo varios años, donde jugaba con jugadores de 1 año mayor que él, cosa que le benefició en su formación y que posibilitó que cuando su equipo subió de categoría, él se quedase como jugador del equipo Infantil, mientras sus compañeros pasaban al equipo Cadete. De esta forma pudo enfrentarse contra los equipos más potentes de esa categoría, como RCD Espanyol, F. C. Barcelona, DAMM, etc. donde despuntó como defensa central y que equipos como RCD Espanyol y F. C. Barcelona se fijasen en él.
Fue el RCD Espanyol quien se presentó a Blas y Satur para adquirir los servicios de Alberto a mitad de temporada, fue un acuerdo Verbal, suficiente para la familia Serrán, donde se confirmó la ilusión de Alberto por fichar por un gran club de Barcelona.
Pero no sólo estaba interesado el RCD Espanyol, sino que el F. C. Barcelona también había seguido sus pasos, y como club donde todo jugador querría jugar, le ofreció un contrato a Alberto, que éste rechazó, porque había dado su palabra al RCD Espanyol. Tal vez este gesto de compromiso, hizo que Alberto, muchos años después debutase en la Liga de Fútbol Profesional de 1ª División en el año 2007.

### Pasos hacia el fútbol profesional
Serrán después de fichar por el RCD Espanyol a la edad de categoría Infantil, fue titular en todas las siguientes categorías y con todos los entrenadores que habían trabajado con él hasta llegar a la edad de juvenil, donde tuvo que sudar de lo lindo para convencer, al que después fue de forma esporádica entrenador del primer equipo Tintín Márquez, para poder dar el salto al filial del RCD Espanyol.
Durante su etapa como jugador juvenil, ganó varias ligas y fue campeón de la Copa del Rey, torneo donde coincidió con otros como Llorente o Gavilán entre otros.
Estuvo en varias ocasiones convocado con la selección catalana, e incluso disputó un torneo en Korea, inaugurando los estadios que ese mismo año se iban a utilizar para el mundial de Korea y Japón.
Una vez dado el salto a filial, tardó poco en ganarse un puesto en el once inicial y estuvo jugando durante varios años.
En la temporada 2006, después de que el equipo filial descendiese a 3ª División, el personal técnico decidió que debía seguir progresando y decidieron cederlo a otro equipo, y en el último momento se encontró el Cartagena, donde jugó 4 partidos y donde no tuvo suerte para ganarse un puesto en el once inicial, y decidió volver a su casa, al RCD Espanyol, pasa ayudarlo a subir a 2ªB.

### Jugador profesional
Fue en la temporada 2007 donde compaginaba el primer equipo con el filial donde hizo su debut en la categoría máxima del fútbol RCD Espanyol de las manos de Ernesto Valverde. El equipo contra el que se enfrentaba era el Racing de Santander en el estadio Sardinero, quedando el resultado 1-1.
Varias jornadas más tarde, en el estadio del Sevilla, se lesionó a los pocos minutos con un esguince de tobillo, que le dejó apartado de los terrenos de juego justo antes de empezar la pretemporada.
Finalmente, después de no disponer de oportunidades durante el año 07-08 en el primer equipo, el directo técnico decidió venderle al Swansea City Galés, recién ascendido a la 2ª División de Inglaterra, por poco más de 100.000 Euros, donde coincidió con el entrenador Catalán, Roberto Martínez.
Jugó en el AEK Larnaca, equipo de Chipre al que fue como agente libre.
En la temporada 2013-2014 regresa a España y firma por el AD Alcorcón.
En la temporada 2014-2015 vuelve a Chipre, para jugar en el Anorthosis Famagusta.
En la temporada 2015-2016 ficha como agente libre, para jugar en el AEK Larnaca.
En la temporada 2016-2017 ficha de nuevo como agente libre, para jugar en el Doxa Kakotopias.
En la temporada 2017-2018 ficha por un equipo de Albania llamado FK Kukësi, pero solo llega a disputar dos encuentros de la previa de la champions, ya que rescinde el contrato de forma amistosa y ficha por el equipo de Marruecos Chabab Rif Al Hoceima.

## Clubes
| Club                        | País      | Año       |
| --------------------------- | --------- | --------- |
| R. C. D. Espanyol "B"       | España    | 2002-2007 |
| F. C. Cartagena (cedido)    | España    | 2005      |
| R. C. D. Espanyol           | España    | 2007-2008 |
| Swansea City A. F. C.       | Gales     | 2008-2011 |
| AEK Larnaca                 | Chipre    | 2011-2013 |
| A. D. Alcorcón              | España    | 2013-2014 |
| Anorthosis Famagusta        | Chipre    | 2014-2015 |
| AEK Larnaca                 | Chipre    | 2015-2016 |
| Doxa Katokopias             | Chipre    | 2016-2017 |
| F. K. Kukësi                | Albania   | 2017      |
| CR Al Hoceima               | Marruecos | 2017-2018 |
| Bengaluru F. C.             | India     | 2018-2020 |
| C. F. Montañesa             | España    | 2020-2021 |
| Ungmennafélagið Afturelding | Islandia  | 2021-     |

## Palmarés

### Títulos nacionales
| Título             | Club            | País  | Año  |
| ------------------ | --------------- | ----- | ---- |
| Superliga de India | Bengaluru F. C. | India | 2019 |